# Sefardíes en Cuba
Los judíos sefardíes en Cuba datan desde la época de la colonia española.

## Características
Aunque las escasas sinagogas se agrupaban en las mayores ciudades, principalmente en La Habana y pocas por cierto, en provincias como Villa Clara y Pinar del Río han existido comunidades, que si bien no han sido de practicantes del judaísmo como tal pues ni sinagoga ni rabino han tenido, si han mantenido su razón judía de ser y muchas de las tradiciones propias del judaísmo, como el respeto al sábado como día especial, una gran simpatía e identificación con el estado de Israel y, principalmente, costumbres culinarias bien diferenciadas, entre ellas una que servía incluso como señal de identificaciónentre descendientes que no se conocían entre sí.
Eran los descendientes de judíos sefaradíes los únicos que compraban, preparaban y consumían la "criadilla" (testículos de cordero), lo cual hacía pública y notoria la judeidad de la persona o familia pues ante la pregunta de qué eran dejaban de ser los aludidos enseguida comentaban el vecino o el carnicero que eran judíos porque comían criadilla, alcanzando alguno de ellos notoriedad local por esa costumbre de preparar el platillo.
Varios judíos han contribuido a la historia de Cuba sobre todo desde finales de los siglos XIX y XX.
Se estima que hay entre unos 15 mil a 21 mil sefardíes en Cuba.